# Gideon Ernst Laudon
Gideon Ernst Laudon (Loudon) (Tootsi/Tootzen, Livonija, Estonija, 2. veljače 1717. − Nový Jičín, Češka, 14. srpnja 1790.), austrijski vojskovođa 

## Životopis
Rodio se je u Estoniji, u vojničkoj obitelji škotskoga podrijetla. Otac mu se je umirovio kao švedski potpukovnik. Ratovao u ruskoj vojsci (1732. – 1741.) u ratu za poljsku baštinu (1733. – 1735.) i rusko-osmanskom ratu (1735. – 1739.). Od 1742. služio u austrijskoj vojsci i od tad datira njegovo zapovijedanje hrvatskim postrojbama. Bio je satnik Trenkovih pandura, s kojima je ratovao u ratu za austrijsku baštinu (1740. – 1748.). Sudionik Sedmogodišnjeg rata u kojem je došao do generalskog čina i dvije godine poslije, tijekom rata, dobio plemićki naslov baruna. Početkom 1778. postao podmaršal. Borio se u ratu za bavarsku baštinu (1778. – 1779.), bez neke slave, dok se proslavio u habsburško-turskom ratu 1788. – 1791. osvojio Drežnik, Dubicu i Novi, 1789. zauzeo Berbir (Bosanska Gradiška), a imao je uspjeha u Srbiji – osvojio je Beograd i Smederevo. 
1789. namjeravao osloboditi Cetin, ali ga je preduhitrio general Wallisch.
Bio je kapetanom u Vojnoj krajini, gdje je zaslužan za infrastrukturne radove i pošumljavanje (Laudonov gaj).
U krbavskom selu Buniću 1743. dao je sagraditi župnu crkvu. Financirao ju je s 30.000 forinti iz zaklade ratnog ministarstva u Beču, koju je on osnovao, na uspomenu svoje dvoje djece što su preminula u Buniću. Zidana grobnica njegove dvoje djece je kraj crkve s lijeve strane.

## Vanjske poveznice
|  | Zajednički poslužitelj ima još gradiva o temi Gideon Ernst Laudon |